# Rolando Antonio Pérez Fernández
Rolando Antonio Pérez Fernández (* 1947 in Santiago de Cuba/Provinz Santiago de Cuba) ist ein kubanischer Musikwissenschaftler und Cellist.

## Leben
Pérez begann seine musikalische Ausbildung in seiner Heimatstadt Santiago de Cuba. Ein Cellostudium schloss er 1976 am Conservatorio “Amadeo Roldán” in Havanna ab. Am Instituto Superior de Arte studierte er Musik (Bachelor 1981) und promovierte 1999 im Fach Kunstwissenschaften.
Er arbeitete als Cellist im Orquesta Sinfónica Nacional und von 1981 bis 1987 als Wissenschaftler im Centro de Investigación y Desarrollo de la Música Cubana. Seine Forschungsschwerpunkte sind Ideologie und Epistemologie in ethnomusikologischen Studien, alternative Ethnomusikologie, der afrikanische musikalische Beitrag in Lateinamerika, der lexikalische Einfluss afrikanischer Sprachen in Lateinamerika und der musikalische Beitrag Chinas in Kuba. Ab 1993 unterrichtete er im Bereich Ethnomusikologie an der Escuela Nacional de Música der Universidad Nacional Autónoma de México. Er trat als Referent bei internationalen Fachkongressen auf und gab Kurse wie Die Erforschung afrokaribischer Musikkulturen am Musikethnologischen Phonogrammarchiv der Universität Zürich. 1982 wurde er mit dem Musikwissenschaftspreis der Casa de las Américas ausgezeichnet.

## Schriften
- La binarización de los ritmos ternarios africanos en América Latina, 1987
- La música afromestiza mexicana, 1990